# Spenserstrof
En spenserstrof är en bunden versform som uppfanns av engelsmannen Edmund Spenser och användes första gången i hans episka verk The Faerie Queene (1590-96). Varje strof består av nio versrader. De åtta första är skrivna på en femfotad jambisk vers, en så kallad jambisk pentameter, och följs av en ensam, avslutande alexandrinsk versrad med ytterligare en jamb, en jambisk hexameter, med en typisk taktvila efter den tredje jamben. Rimschemat för versraderna är "ababbcbcc."

## Ytterligare användare
Spensers versform var länge oanvänd av andra, men återupptogs av flera kända poeter under 1800-talets brittiska romantik. Bland dem märks:
- Lord Byron i Childe Harold's Pilgrimage
- John Keats i The Eve of St. Agnes
- Percy Bysshe Shelley i The Revolt of Islam och Adonais
- William Wordsworth i The Female Vagrant, vilken ingick i Lyrical Ballads
- Alfred Tennyson i första delen av The Lotos-eaters and Choric Song